# Városmajori Jézus Szíve-plébániatemplom
A Városmajori Jézus Szíve-plébániatemplom egy több elemből álló épületegyüttes a főváros XII. kerületében, a Városmajor keleti, Csaba utcai szélén. Részei a harangtorony, a nagytemplom és a közösségi házként működő – 1923-ban épült – kistemplom, amiket egy-egy félkörívzáródásos vasbetonszerkezetű árkádsor köt össze. A több szakaszban épült épületegyüttes – az építészeti elemekhez társult más művészeti (ún. társművészeti-) alkotásokkal együtt – a 20. századi magyar egyházművészet kiemelkedő alkotása, méltán nyilvánították műemlékké. Városmajori templomként általában a nagytemplomot értik, és ez a szócikk is elsősorban ezzel foglalkozik.

## Története
Árkay Aladár és Árkay Bertalan tervei szerint épült a plébániatemplom. Árkay Aladár 1927/1928-tól készítette a terveket, 1932-es halála után fia fejezte be a tervezést. Az 1932. júniusi alapkőletételnél már jelentősen előrehaladt az építkezés. 1933. június 4-én (!) pedig a templomot Serédi Jusztinián bíboros hercegprímás felszentelte. Az épület díszítéseinek egy része és külső kőburkolata ekkor még nem készült el. A harangtorony, valamint az azt és a kistemplomot összekötő árkádsor csak 1936-ban valósult meg, Bertalan elképzelései szerint. (A harangtornyot az alatta húzódó, beboltozott Ördög-árok elkerülése végett kellett távolabb építeni a templom fő tömbjétől).
A vasbeton szerkezetű háromhajós csarnoktemplom travertin kőburkolású, lapos tetejű modern épület. Főhomlokzata a Csaba utcára nyílik. Az egymásba metsződő, álló és fekvő hasábokból szimmetrikusan építkező templom alaprajza téglalapba rajzolható. A templomhajó két oldalán négy-négy mellékkápolna helyezkedik el. Az épület két hangsúlya – főhomlokzat és szentély – a hajó két végén található.
A főhomlokzat kapuzatát díszítő angyalok domborművei Ohmann Béla alkotásai. A kapu tömbjét egy-egy kisebb fekvőhasáb, a keresztelőkápolna és a Hősi halottak kápolnája fogja közre. A főbejárat szélfogójában balra a kórusfeljárat, jobbra pedig egy feszület, egyik oldalán Szűz Mária, másik oldalán Szent János evangélista szobra (Nagy Zoltánné alkotásai) látható.
A szentélyt toronyszerű állóhasáb hangsúlyozza, melyben öt magas ablaksáv található, eredetileg Árkayné Sztehlo Lili alkotásai, amely a templom nevének megfelelően Jézust ábrázolja, és a templom felszentelésére már elkészült. A szentélyt két oldalt a sekrestye és a plébániahivatal tömbje fogja közre. A szentély másik meghatározó eleme a szentély oldalfalain elhelyezett, Aba-Novák Vilmos által készített, alumíniumlapokra festett hatalmas képegyüttese. Egyike Szent Istvánt az egyházalapítót, a másik a szent királyt mint országalapítót ábrázolja. Mindkettő 1938-ban készült. Az Árkayék által tervezett eredeti bútorzatból a szentély 1969-es átrendezése után csak a főpásztori karszék és két támlátlan ülőke maradt meg.
A főhajót a szentélytől diadalív választja el, amelyet kétoldalt Pátzay Pál hat-hat apostolszobra díszít. A főhajó legfontosabb, friss modernséget sugalló díszei Aba-Novák Vilmosnak a szentély alumíniumpannóival egy időben, 1938-ban festett freskói, amelyek az alul bordás vasbetonfödém kazettamezőit tölti ki. A freskók a Teremtés hét napját, Jézust, Szűz Máriát, az evangélisták, próféták és angyalok sorát ábrázolják. A főhajó mennyezete alatt kétoldalt húzódó, ferde síkú falat liturgikus jelképek díszítik. Az oldalkápolnákat összekötő – keresztúti – folyosót mindkét oldalon szobrok zárják le. A bal oldalon Boldogfai Farkas Sándor Lisieux-i Szent Teréz- és Ohmann Béla Páduai Szent Antal-szobra látható. A jobb oldalon Molnár C. Pál által festett Szent Imre-oltár és Kopp Judit Szent Ritát ábrázoló faszobrát láthatjuk. A keresztút bronz domborműveit Götz János készítette. A második világháború során elpusztult színes üvegablakok közül máig három rekonstrukcióját fejezték be. Az 1942-es(!) bombatámadás előtt a templomhajónak még két ablakát díszítették Árkayné Sztehlo Lili művei. Egykor itt állt a Mária-ablak és vele szemben a Kálvária.
Az épületegyüttes közvetlen környezetében három műalkotás látható. Az 1942-es szeptember 5-i bombatámadás emlékét örökíti meg a becsapódás helyén felállított Szűz Mária-szobor. amely Antal Károly szobrászművész alkotása. Árkay Aladár építésznek állít emléket a fia, Bertalan által tervezett egyszerű oszlop és medence a kis és nagytemplom között. A nagytemplom előtti kis teret a Mindszenty-emlékoszlop díszíti, amely azt a helyet jelöli, ahonnan a világháború után az első engesztelő zarándoklatot indította a bíboros érsek.

## Képgaléria

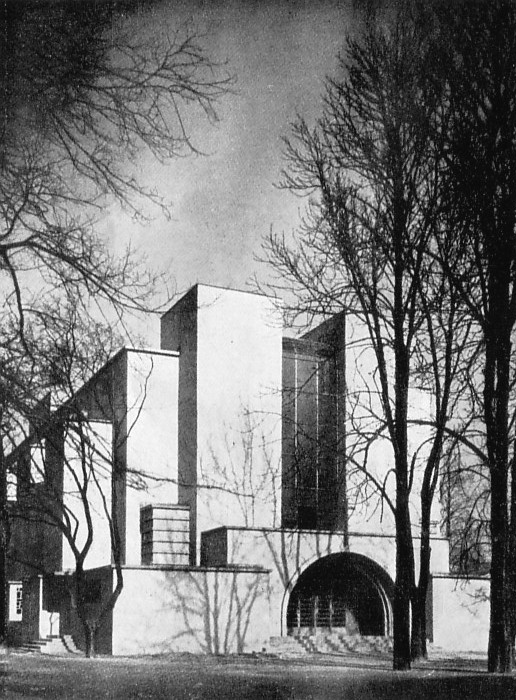
A templom, 1933–34
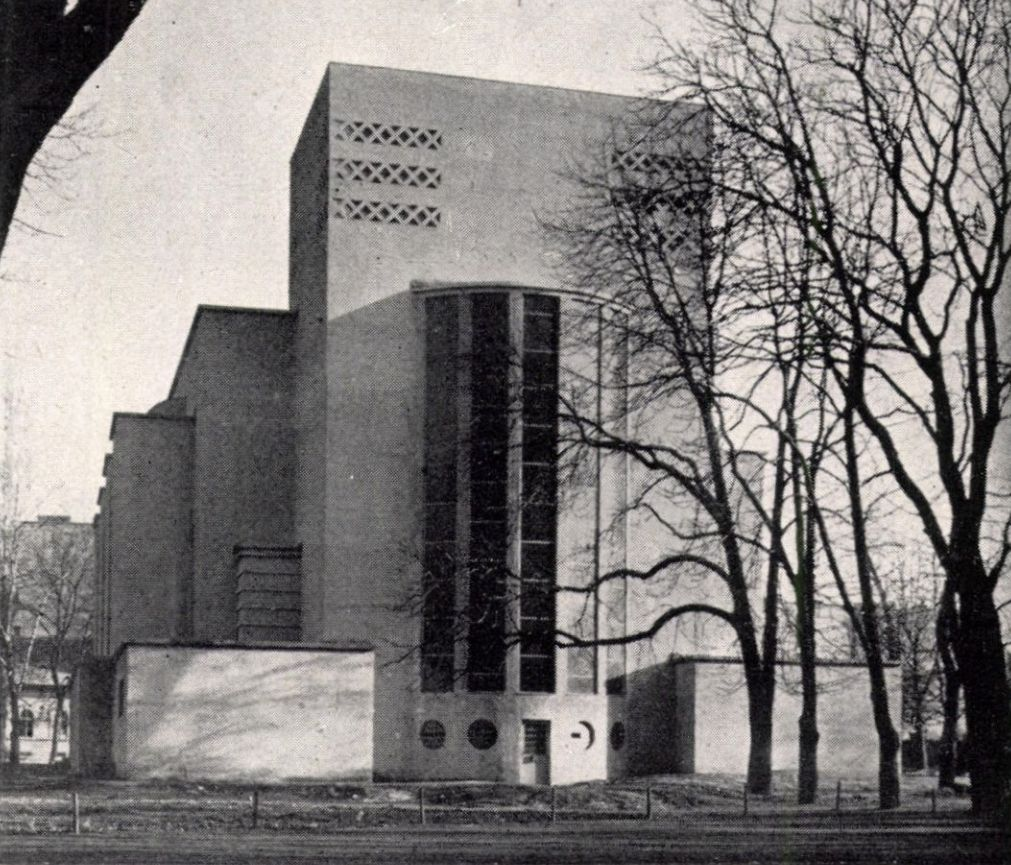
A templom a szentély felől
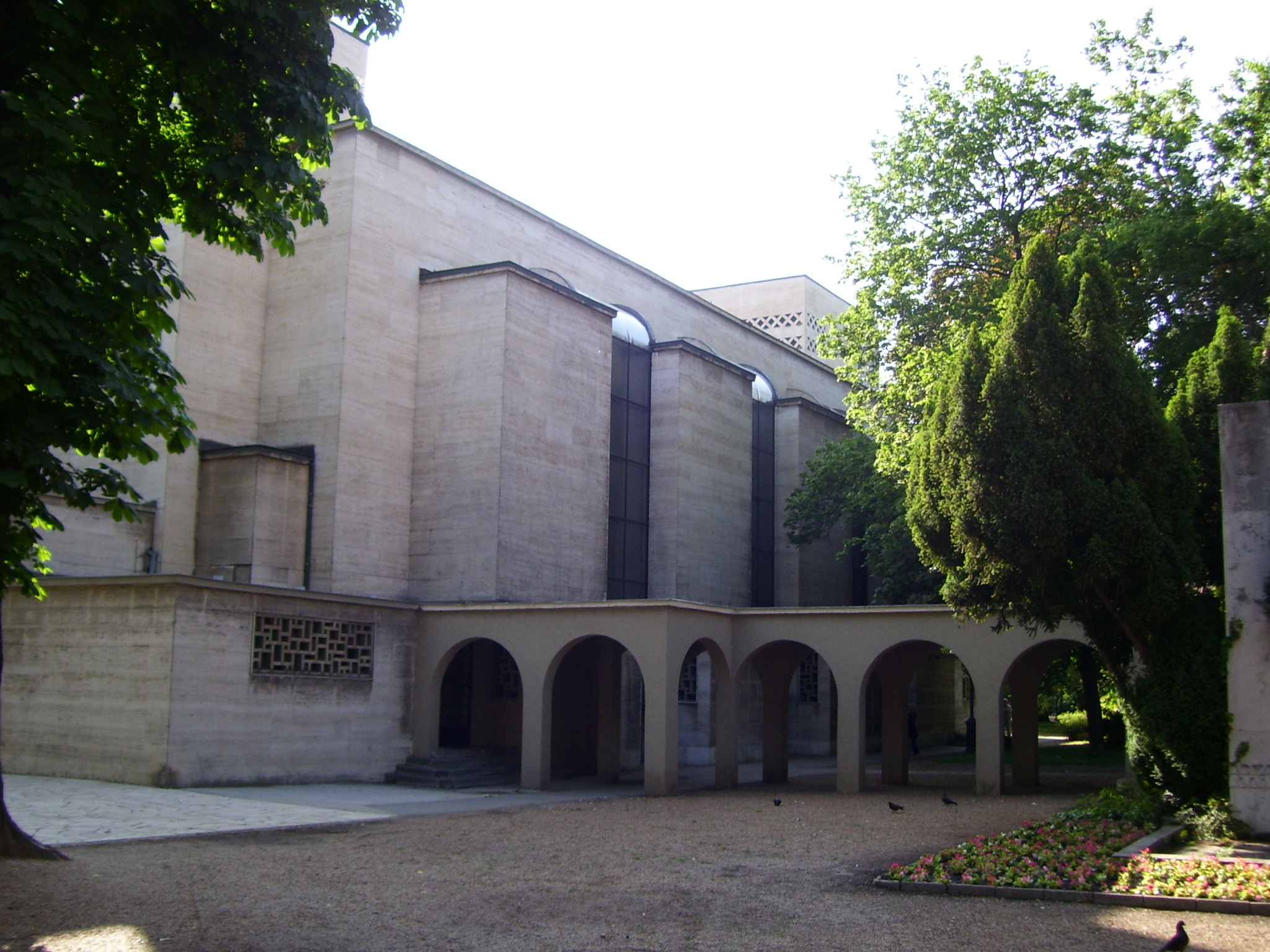
Oldalhomlokzat
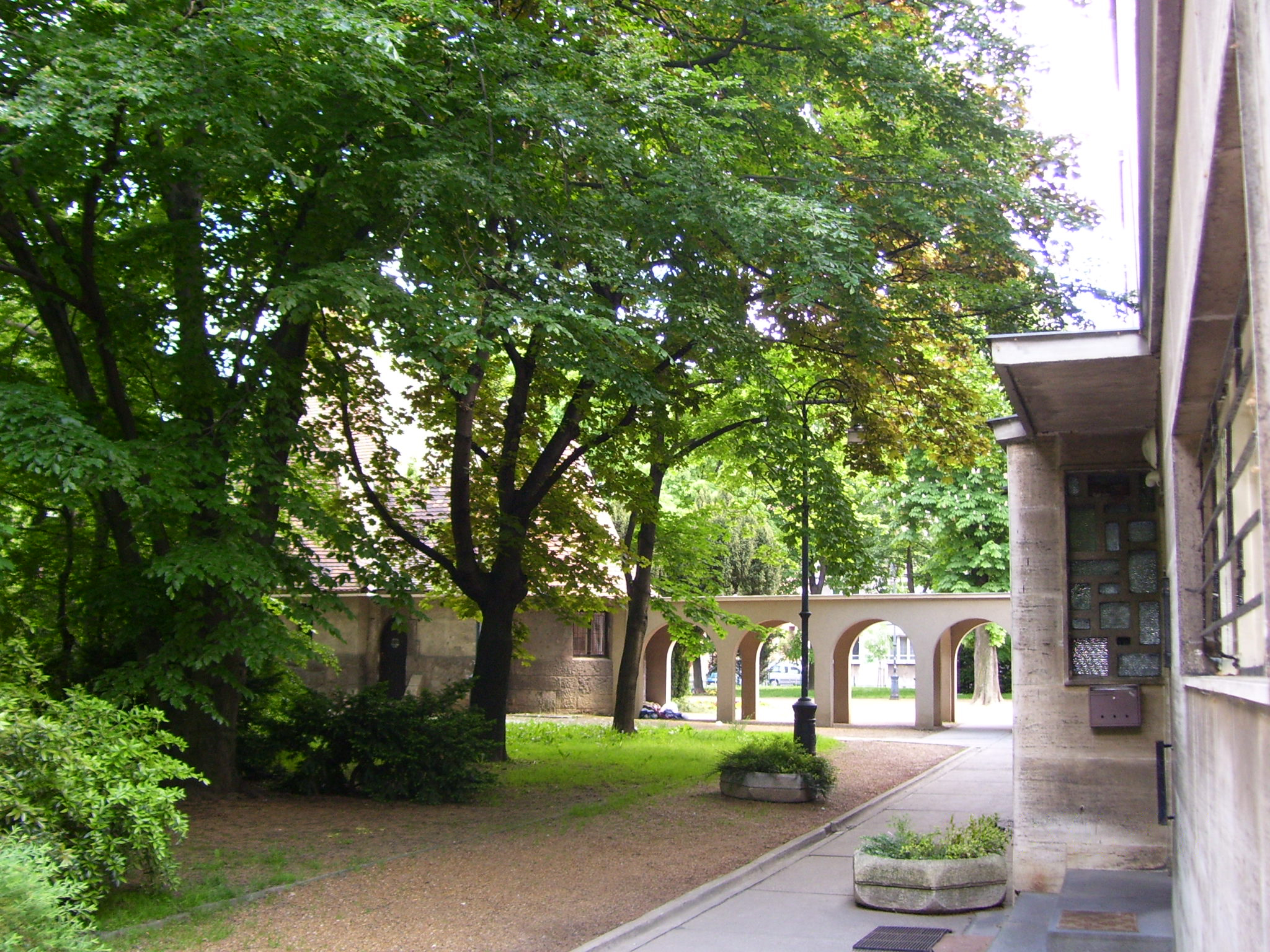
Árkádsor
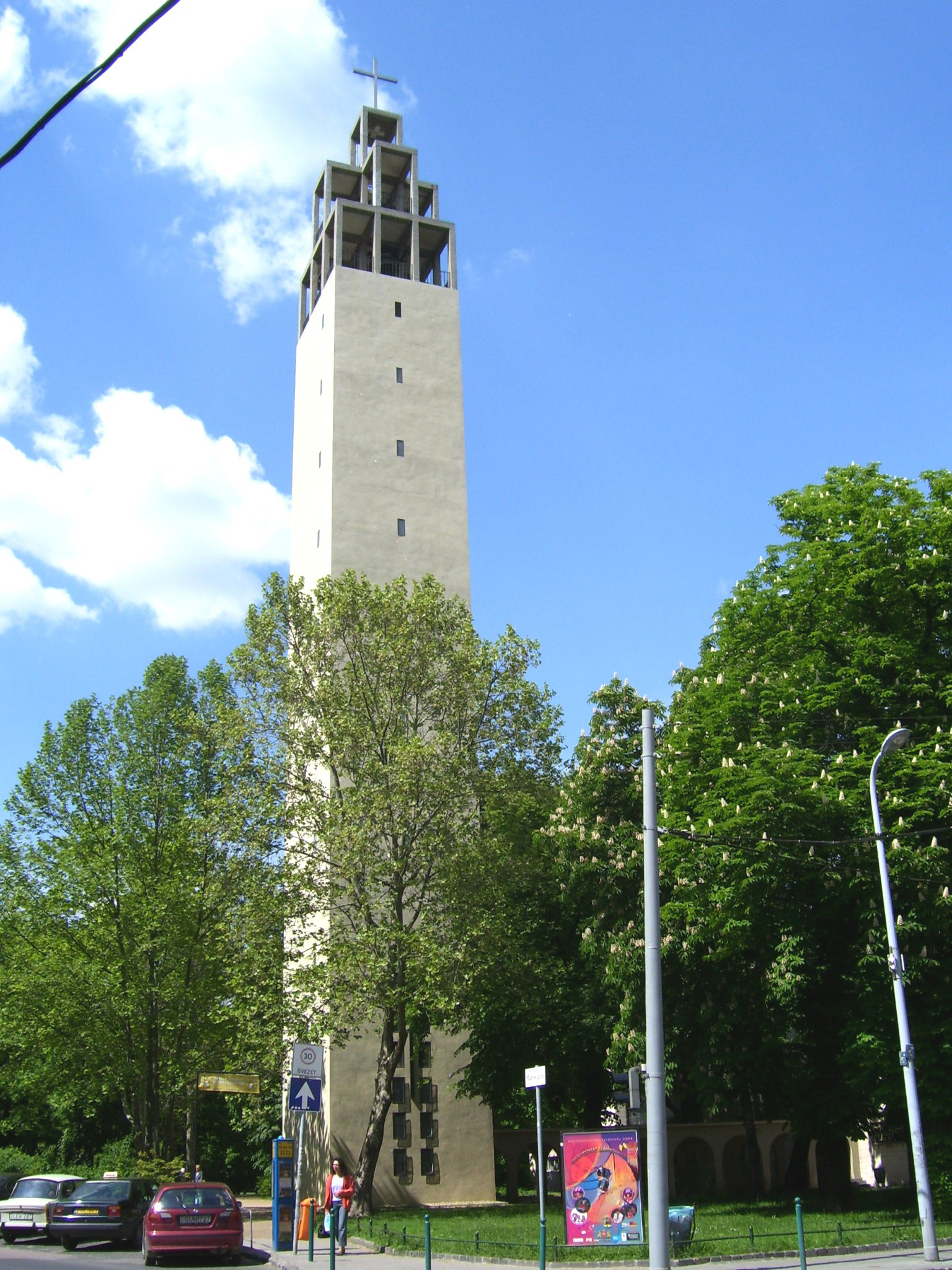
Harangtorony
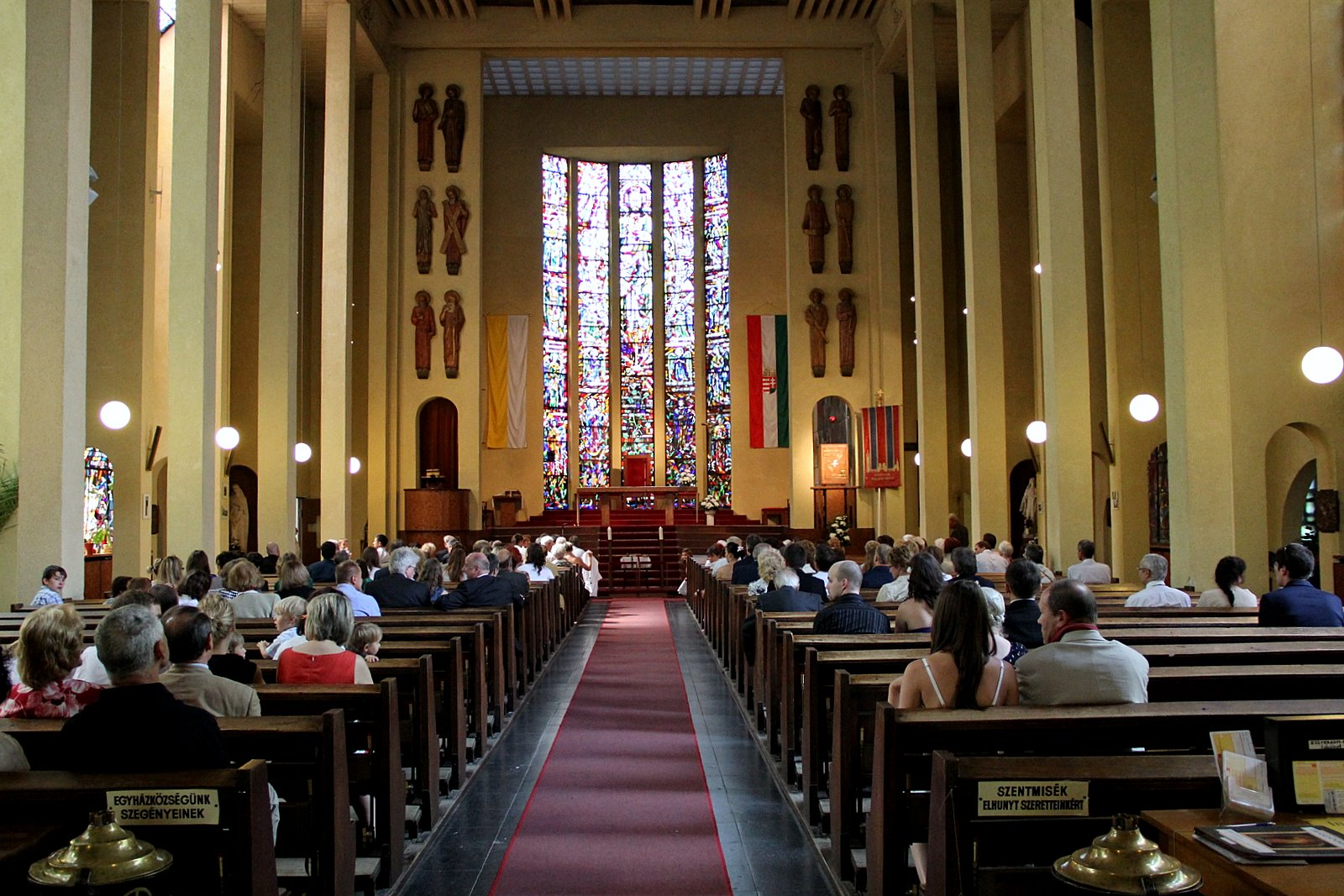
Mária oltár, Feszty Masa műve
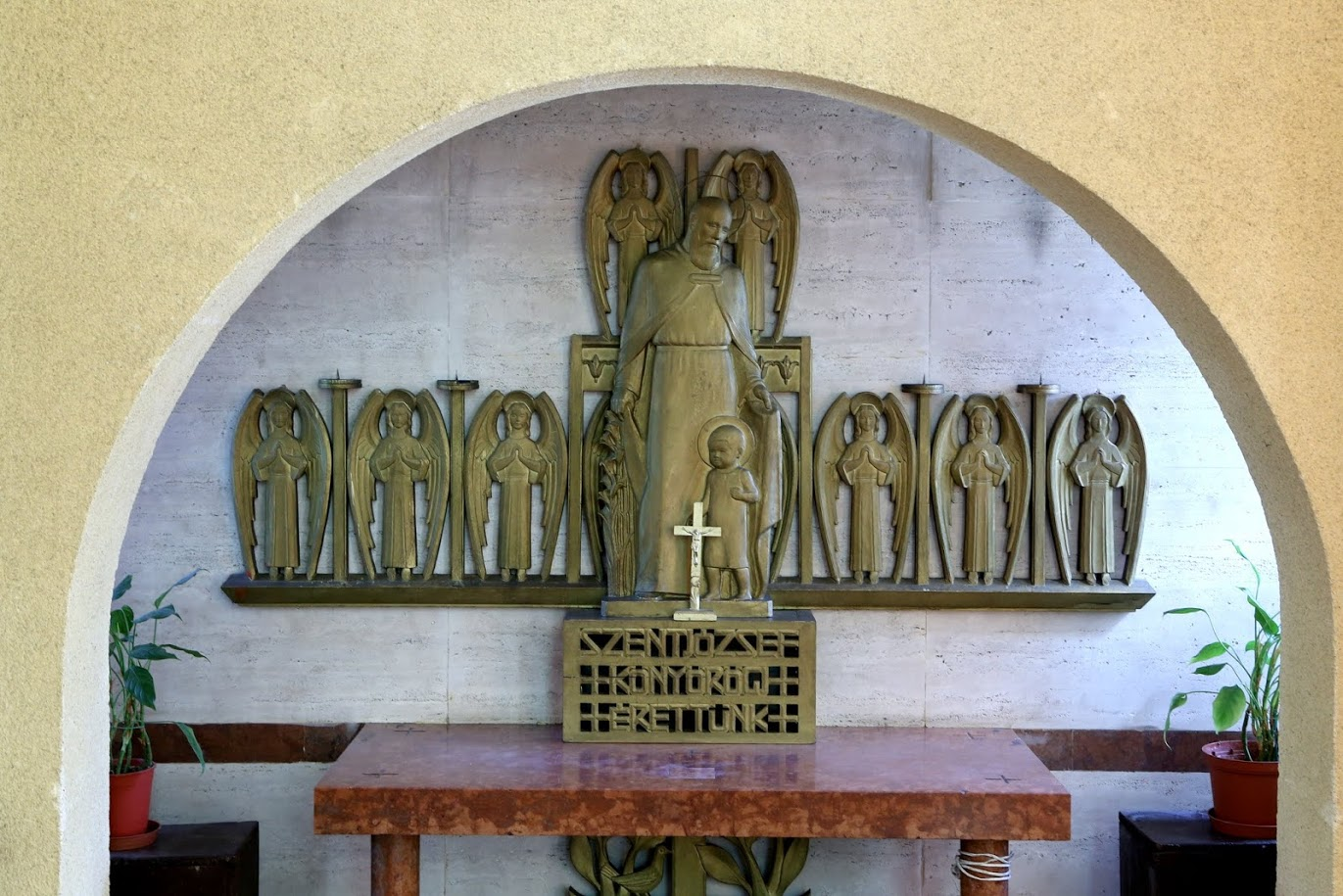
Pátzay Pál fából faragott Szent József-oltára